# Лопатин, Николай Иванович
Никола́й Ива́нович Лопа́тин (1865 — 19 октября 1929, Суко-эль-Арба Тунис) — генерал-майор, инженер-механик флота.

## Биография
1882 — окончил Морское инженерное училище имени Императора Николая I. Участник Русско-японской войны.
Генерал-майор с 30 июля 1915 года.
В Вооружённых силах Юга России и Русской Армии до эвакуации Крыма.
На 25 марта 1921 — в составе Русской эскадры в Бизерте (Тунис), в мае 1922 — октябре 1923 старший механик на линкоре «Георгий Победоносец».
В эмиграции во Франции. В 1924—1929 член Общества бывших воспитанников Морского инженерного училища в Париже.

## Примечание
1. ↑  Список генеральских чинов российской императорской армии и флота Лио-Лор. Генералитет российской императорской армии и флота (2022). Дата обращения: 11 ноября 2022. Архивировано 15 сентября 2014 года.
2. ↑  Волков С. В. Офицеры флота и морского ведомства: Опыт мартиролога. — М.: Русский путь, 2004. — ISBN 5-85887-201-8